# Petar Stojanow

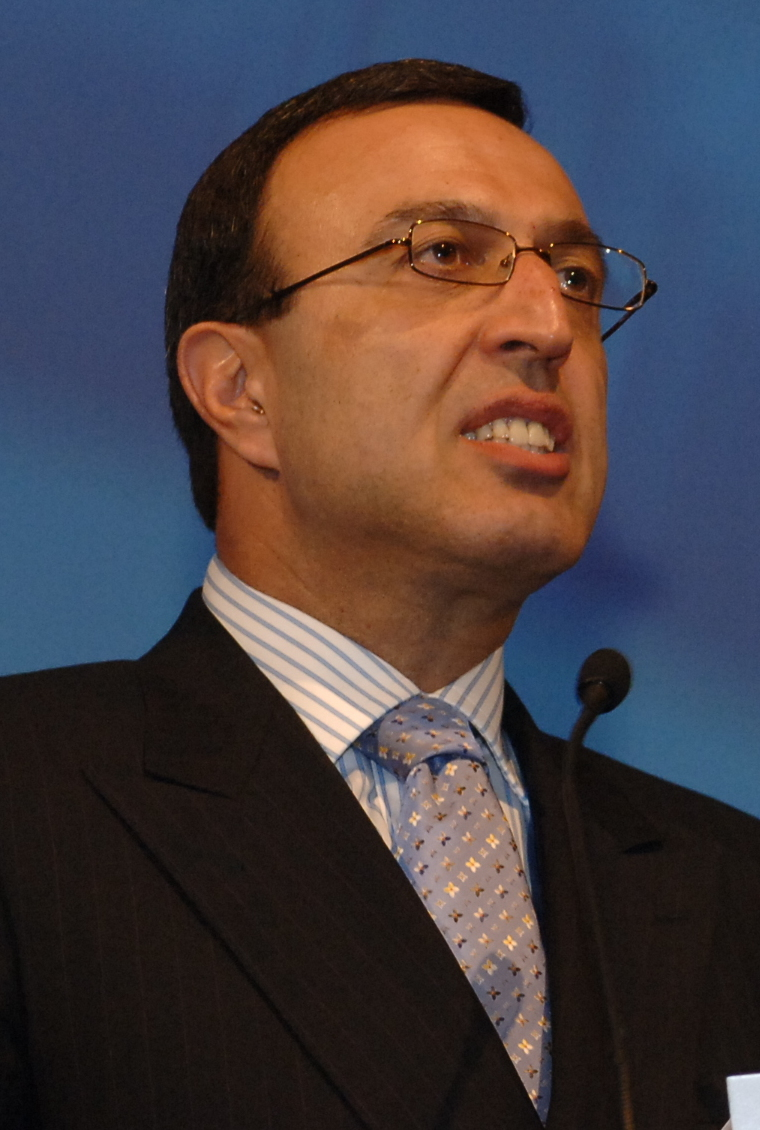
Petar Stojanow (2006)

Petar Stefanow Stojanow (englische Transkription: Petar Stefanov Stoyanov, bulgarisch Петър Стефанов Стоянов; * 25. Mai 1952 in Plowdiw) ist ein bulgarischer Politiker. Vom 22. Januar 1997 bis 21. Januar 2002 war er Präsident der Republik Bulgarien, gewählt als unabhängiger Kandidat, jedoch mit Unterstützung seiner früheren Partei Union der Demokratischen Kräfte (SDS). Der Politiker und Abgeordnete im Europäischen Parlament Emil Stojanow ist sein Bruder.

## Leben
Stojanow studierte Jura an der Kliment von Ohrid-Universität Sofia. Von 1978 bis 1990 war er als Rechtsanwalt in Plowdiw tätig.
Im Jahr 1990 begann er seine politische Laufbahn als Sprecher der SDS von Plowdiw. 1992 wurde er stellvertretender Justizminister in der ODS-Regierung unter Filip Dimitrow, der auch der SDS angehörte. Im Mai 1993 wurde er Vorsitzender des Juristischen Rates der SDS. 1994 wurde er SDS-Abgeordneter in der 37. Volksversammlung sowie stellvertretender Vorsitzender des Ausschusses für Jugend-, Sport- und Tourismus. Im Jahr 1995 wurde er stellvertretender Vorsitzender der SDS, zuständig für den Bereich Innere Angelegenheiten.
Am 1. Juni 1996 gewann er als SDS-Kandidat zunächst die Vorpräsidentenwahlen mit 66 Prozent der 870.000 abgegebenen Stimmen, am 2. November 1996 wurde er mit 59,73 Prozent von 2.507.517 abgegebenen Stimmen zum Staatspräsidenten der Republik Bulgarien gewählt (Amtsantritt am 22. Januar 1997).
Ende 2001 zog sich Petar Stojanow nach seiner Niederlage in den Präsidentenwahlen vom politischen Leben zurück.
Stojanow ist verheiratet und hat zwei Kinder.

## Auszeichnungen
- 1998: Großkreuz mit Collane des Sterns von Rumänien
- 1999: Groß-Stern des Ehrenzeichens für Verdienste um die Republik Österreich[1]
- 1999: Ehrenbürgerschaft der Stadt Jerewan[2]
- 2000: Elefanten-Orden